# OpenShift
OpenShift — це сімейство контейнерних програм, розроблених Red Hat. Його флагманським продуктом є платформа OpenShift Container Platform — локальна платформа як послуга, побудована навколо контейнерів Docker, оркестрованих та керованих Kubernetes на фундаменті Red Hat Enterprise Linux. Інші продукти родини пропонують цю платформу в різних середовищах: OKD служить керованою спільнотою вище (схоже на CentOS), OpenShift Online — це платформа, пропонована як програмне забезпечення, а Openshift Dedicated — платформа, що пропонується як керована послуга.

## Історія
OpenShift спочатку походить від придбання — компанії з фірмовим рішенням PaaS на базі контейнерів Linux. Незважаючи на те, що OpenShift був оголошений у травні 2011 року, це була власна технологія і не стала відкритим кодом до травня 2012 року [2]. До v3 технологія контейнерів та контейнерна оркестрація використовували розроблені на замовлення технології. Це змінилося в v3 з прийняттям Docker як контейнерної технології, а Kubernetes як технологією оркестрації контейнерів . Продукт v4 має багато інших архітектурних змін — видатним є перехід до використання CRIO [3] як часу виконання контейнерів, а Buildah як інструмент для складання контейнерів , тим самим порушуючи ексклюзивну залежність від Docker.

## Архітектура
Основним диференціатором між OpenShift і ванільними Kubernetes є поняття, що артефакти, пов'язані з побудовою, — це першокласні ресурси Kubernetes, на яких можуть застосовуватися стандартні операції Kubernetes. Клієнтська програма OpenShift — «oc» — це пропонує набір можливостей, пропонованих клієнтською програмою Kubernetes «kubectl» [4]. Використовуючи цього клієнта, можна безпосередньо взаємодіяти з ресурсами, пов'язаними з побудовою, використовуючи підкоманди (наприклад, «new-build» або «start-build»). На додаток до цього, поза коробкою доступна технологія побудови OpenShift, побудована під назвою Source-to-Image (S2I). Для платформи OpenShift це забезпечує можливості, еквівалентні тим, що може зробити Дженкінс.
Деякі інші відмінності, коли OpenShift порівнюється з Kubernetes:
1. Лінійка продуктів v4 використовує час виконання CRI-O — це означає, що демон-докер не присутній у вузлах головного чи робочого. Це покращує позицію безпеки кластера.
2. Повна установка OpenShift поставляється в комплекті із сховищем зображень.
3. ImageStreams (послідовність покажчиків на зображення, які можуть бути пов'язані з розгортанням) та Шаблони (механізм упаковки компонентів додатків) унікальні для OpenShift і спрощують розгортання та управління додатками.
4. Команда «new-app», яка може бути використана для ініціювання розгортання програми, автоматично застосовує мітку додатка (зі значенням мітки, взятої з аргументу --name), до всіх ресурсів, створених в результаті розгортання. Це може спростити управління ресурсами програми.

## Продукція

### OpenShift Container Platform
Платформа контейнерів OpenShift (раніше відома як OpenShift Enterprise [5]) є локальною приватною платформою Red Hat як сервісний продукт, побудована навколо ядра контейнерів додатків, що працюють від Docker, з оркестром та управлінням, що забезпечуються Kubernetes, на фундаменті Red Hat Enterprise Linux та Red Hat Enterprise Linux CoreOS (RHCOS) .

### OpenShift Origin
OpenShift Origin, також відомий з серпня 2018 року як OKD  (Origin Community Distribution) — це проект спільноти вгору, що використовується в OpenShift Online, OpenShift Dedicated та OpenShift Container Platform. Побудований навколо основної упаковки контейнерів Docker та керування кластерними контейнерами Kubernetes, Origin доповнюється функціоналом управління життєвим циклом додатків та інструментами DevOps. Origin забезпечує платформу контейнерів додатків з відкритим кодом. Весь вихідний код проекту Origin доступний під ліцензією Apache (версія 2.0) на GitHub. 

### Red Hat OpenShift Online
Red Hat OpenShift Online (RHOO) — це програма розробки та розміщення громадських хмарних додатків Red Hat, яка працює на AWS .
Інтернет пропонується версія 2 [коли?] Вихідного коду проекту Origin, який також доступний під ліцензією Apache License 2.0. Ця версія підтримувала різні мови, фреймворки та бази даних за допомогою попередньо вбудованих «картриджів», що працюють під «ресурсними квотами». Розробники могли додати іншу мову, базу даних або компоненти через інтерфейс програмування додатків OpenShift Cartridge. Це було знято на користь OpenShift 3  і було знято 30 вересня 2017 року для клієнтів, які не платять, та 31 грудня 2017 року для клієнтів, що платять. 
OpenShift 3 побудований навколо Kubernetes. Він може запускати будь-який контейнер на основі Docker, але Openshift Online обмежений запуском контейнерів, які не потребують root. 

### OpenShift Dedicated
OpenShift Dedicated — це приватний кластерний сервіс Red Hat, що складається з ядра контейнерів додатків, що працюють від Docker, з оркестром та управлінням, що забезпечуються Kubernetes, на фундаменті Red Hat Enterprise Linux. Він доступний на вебслужбах Amazon Web Services (AWS), Google Cloud Platform (GCP) та на ринках Microsoft Azure з грудня 2016 року. 